# Naughty Little Doggie
Naughty Little Doggie är ett album av Iggy Pop, utgivet 1996.

## Låtlista
Samtliga låtar skrivna av Iggy Pop, om annat inte anges.
1. "I Wanna Live" (Whitey Kirst/Iggy Pop) - 4:31
2. "Pussy Walk" (Iggy Pop/Eric Schermerhorn) - 3:47
3. "Innocent World" - 3:28
4. "Knucklehead" - 4:09
5. "To Belong" - 4:11
6. "Keep on Believing" (Iggy Pop/Eric Schermerhorn) - 2:29
7. "Outta My Head" - 5:36
8. "Shoeshine Girl" (Iggy Pop/Eric Schermerhorn) - 3:50
9. "Heart Is Saved" - 3:02
10. "Look Away" - 5:02

## Medverkande
- Iggy Pop - gitarr, sång
- Larry Contrary - trummor
- Hal Cragin - bas, keyboard
- Eric Mesmerize - gitarr
- Eric Schermerhorn - gitarr